# Steve Taylor
Roland Stephen Taylor (* 9. prosince 1957 Brawley, Kalifornie) je americký zpěvák, skladatel, hudební producent a režisér.

## Sólová alba
- 1983: I Want to Be a Clone
- 1984: Meltdown
- 1985: On the Fritz
- 1987: I Predict 1990
- 1993: Squint